# Explosiones de Sitakunda de 2022
En la noche del 4 de junio de 2022, un incendio y las explosiones posteriores en un depósito de contenedores en Sitakunda, distrito de Chittagong, Bangladés, mataron al menos a 47 personas e hirieron a otras 450. El incidente ocurrió en BM Container Depot en el área de Kadamrasul de Sitakunda Upazila. Después de que comenzara un incendio en el área de carga alrededor de las 21:00 BST (15:00 UTC), se produjo una explosión masiva alrededor de las 23:45 BST (17:45  UTC), lo que provocó más explosiones que se extendieron por el depósito causado por la ignición de los productos químicos almacenados en los contenedores. La fuerza de las explosiones afectó a edificios a varios kilómetros de distancia, y un testigo afirmó que las explosiones provocaron una lluvia de bolas de fuego.
El jefe del servicio de bomberos de Bangladés afirmó que había peróxido de hidrógeno en el depósito que impidió controlar el fuego. A la tarde siguiente, el fuego seguía ardiendo y todavía se escuchaban explosiones. El ejército también se había sumado a los esfuerzos para combatir el fuego. El incendio finalmente fue controlado y terminó en la tarde del 7 de junio de 2022.

## Explosión y incendio
El incendio estalló alrededor de las 21:00 hora local del 4 de junio en BM Container Depot, una empresa conjunta entre Holanda y Bangladés. En ese momento había más de 4000 contenedores en el depósito, donde trabajan unas 600 personas. La primera explosión masiva ocurrió alrededor de las 11:45 p. m. El peróxido de hidrógeno (H2O2) fue identificado como una posible causa en algunos contenedores. Otros contenedores contenían azufre, lo que creaba humos tóxicos. Se hicieron intentos para evitar que los productos químicos se derramaran en un río cercano y más en el Océano Índico. Se envió un equipo especial de bomberos desde la capital, Dhaka, y se desplegaron más de 200 militares para ayudar, incluidos expertos en explosivos. El fuego se extendió a un área de alrededor de tres hectáreas. El 6 de junio, 50 horas después de la erupción, al menos 15 contenedores seguían ardiendo. El fuego fue extinguido el 8 de junio. Luego se encargó una investigación policial sobre el incendio.

## Daños y víctimas
Se destruyeron un total de unos 4300 contenedores. Alrededor de 1000 contenedores contenían productos químicos. Otros almacenaban, entre otras cosas, prendas de vestir para la exportación por valor de varios millones de dólares. Las estimaciones preliminares sitúan el daño total en $ 110 millones. La explosión destrozó los cristales de los edificios cercanos. El número de muertos es de al menos 44, incluidos al menos 12 bomberos. En total, más de 200 personas resultaron heridas, muchas de ellas con quemaduras graves. Se anunció una indemnización para las familias de las víctimas. Además, se cubrirán los costos del tratamiento de los heridos.

## Investigación
Se estaban formando varios comités para investigar el incidente. Durante la sesión parlamentaria, el parlamentario Harunur Rashid sugirió que el gobierno formara un comité de investigación imparcial para averiguar si el incendio fue intencional. También criticó al gobierno por no arrestar al propietario del depósito de contenedores BM en el incidente.